# A Cell Phone Movie
A Cell Phone Movie es una película documental bosnia de 2011 dirigida por Nedžad Begović. La película fue filmada íntegramente en su teléfono móvil y ganó el premio al Mejor Documental en el Festival de Cine de Sarajevo 2011 y el premio del jurado a la mejor película documental en el Festival de Cine de Bosnia y Herzegovina de 2012 en Nueva York.